# Eduard Feliu i Mabres
Eduard Feliu i Mabres (Sant Feliu de Llobregat, Baix Llobregat, 1 de juliol de 1938 - Barcelona, Barcelonès, 15 de juliol de 2009) va ser un traductor i investigador de temes hebraics català, que fou president de la Societat Catalana d'Estudis Hebraics (SCEHB), filial de l'IEC.

## Biografia i trajectòria professional
Durant l'adolescència estudià de manera autodidàctica llengües, entre les quals l'hebreu des del 1958, i literatura. El 1964 ingressà al monestir de Montserrat, que abandonà el 1967 per anar a Israel, on visqué quatre anys i va cursar estudis de lingüística i de llengües semítiques a la Universitat Hebrea de Jerusalem entre 1967 i 1971. Retornat a Catalunya el 1971, s'instal·là a Barcelona on prosseguí els seus estudis, centrats cada cop més en la cultura jueva a la Catalunya medieval i desvinculat, però, del món acadèmic. El 1985 fou cofundador de l'Associació d'Estudiosos del Judaisme Català (ADEJUC), que presidí des del 1988 fins a la seva dissolució, i col·laborà en els quatre números del seu òrgan, la revista Calls. El 1995 fou un dels impulsors de la Societat Catalana d'Estudis Hebraics (SCEHB), adscrita a la Secció Històrico-Arqueològica de l'Institut d'Estudis Catalans i de la qual fou president des de la fundació. Fou també membre del Comitè de Redacció de Tamid, òrgan de la societat. És autor de nombrosos articles sobre els jueus catalans, traduccions, comentaris i edició de textos hebreus medievals, i també de poesia hebrea moderna. Entre aquests destaquen Profiat Duran: Al tehí ka-avotekha (1986), Un antievangeli jueu de l'Edat Mitjana: el Séfer Toledot Iesu (1989), El Comentari sobre el Pentateuc de Mossé ben Nahman (1994), La cultura hebrea a la Barcelona medieval (1996), Corrents i contracorrents en el pensament filosòficoreligiós del judaisme medieval a Catalunya (1999), Salomó ben Adret, mestre de la llei jueva (2004), La trama i l'ordit de la història dels jueus a la Catalunya Medieval (2004), Some clarifications on several aspects of the History of Jews in Medieval Catalonia (2009). Confegí també inventaris bibliogràfics sobre la història dels jueus a la corona catalanoaragonesa i traduí obres d'hebraistes, així com d'autors hebreus moderns (X.Y. Agnon, A. Oz, I. Amihai, L. Goldberg, D. Rokeah). Entre la seva obra recent destaca l'estudi i l'edició de les traduccions hebrees medievals d'obres mèdiques d'Arnau de Vilanova. A més de traductor de l'hebreu medieval i modern, també ho fou de l'anglès, el francès, l'italià i l'alemany. Durant la seva darrera etapa vital estava preparant, per a la SCEHB, una gran base de dades bibliogràfica sobre la història dels jueus de la Corona catalanoaragonesa i Provença. El juliol del 2009 va morir víctima d'una malaltia degenerativa greu, de progressió molt ràpida.

## Reconeixements
En el camp de la traducció poètica li fou atorgat, el 1971, el premi Anglo-Catalan Society en els Jocs Florals de la Llengua Catalana celebrats a Brussel·les per la versió d'una mostra de poemes de Ted Hughes, i rebé el mateix premi en els Jocs Florals de Lausana, l'any 1976, per una de W. H. Auden, publicada una dècada després. El 2007 fou nomenat doctor honoris causa per la Universitat de Barcelona.